# Stefan Ortega
Stefan Ortega Moreno (Hofgeismar, 6 novembre 1992) è un calciatore tedesco di origini spagnole, portiere del Manchester City.

## Biografia
Stefan Ortega è nato a Hofgeismar, nel nord dello stato federato tedesco dell'Assia. Suo padre è spagnolo e sua madre è tedesca.

## Carriera

### Club
Giovanili
Muove i primi passi da calciatore nell'Arminia Bielefeld in Germania,si fa notare con l'under 19 della squadra tedesca e viene promosso in prima squadra nella stagione 2011/2012 giocando da titolare in 3 Liga. Ottiene la promozione con il club tedesco raggiungendo la 2.Bundesliga e venendo confermato come titolare per la stagione successiva.
Prestito al Monaco 1860
Dalla stagione 2017/2018 continua la sua crescita altrove, si trasferisce in prestito al Monaco 1860 dove milita per le 3 stagioni successive collezionando 64 presenze totali in 2.Bundesliga.
Ritorno all'Arminia Bielefeid
Rientra nel suo club da protagonista scendendo in campo da titolare e guadagnando la promozione in Bundesliga nella stagione 2019/2020. Una stagione storica per il portiere con 14 reti inviolate e solamente due sconfitte che hanno contribuito alla vittoria della 2.Bundesliga. La stagione 2020/2021 del ritorno in Bundesliga è positiva con il club tedesco che centra l'obiettivo salvezza,senza però riuscire a confermarsi nella stagione successiva.
Manchester City
Il 1º luglio 2022 sigla un contratto triennale con il Manchester City. Guadagna cosi un ruolo da secondo portiere nel top club inglese tutt'altro che marginale nonostante un minutaggio ridotto,offre prestazioni solide e con parate decisive.Lo stesso Pep Guardiola lo apprezza molto e lo ha definito un portiere ottimo nella situazione di 1 vs 1 contro gli attaccanti avversari.

## Statistiche

### Presenze e reti nei club
Statistiche aggiornate al 22 giugno 2025.
| Stagione                 | Squadra                  | Campionato               | Campionato | Campionato | Coppe nazionali | Coppe nazionali | Coppe nazionali | Coppe continentali | Coppe continentali | Coppe continentali | Altre coppe | Altre coppe | Altre coppe | Totale | Totale |
| Stagione                 | Squadra                  | Comp                     | Pres       | Reti       | Comp            | Pres            | Reti            | Comp               | Pres               | Reti               | Comp        | Pres        | Reti        | Pres   | Reti   |
| ------------------------ | ------------------------ | ------------------------ | ---------- | ---------- | --------------- | --------------- | --------------- | ------------------ | ------------------ | ------------------ | ----------- | ----------- | ----------- | ------ | ------ |
| 2010-2011                | Arminia Bielefeld II     | RL                       | 6          | -12        | -               | -               | -               | -                  | -                  | -                  | -           | -           | -           | 6      | -12    |
| 2011-2012                | Arminia Bielefeld        | 3.BL                     | 20         | -28        | CG              | 0               | 0               | -                  | -                  | -                  | -           | -           | -           | 20     | -28    |
| 2012-2013                | Arminia Bielefeld        | 3.BL                     | 1          | -1         | CG              | 0               | 0               | -                  | -                  | -                  | -           | -           | -           | 1      | -1     |
| 2013-2014                | Arminia Bielefeld        | 2.BL                     | 15+2       | -18 + -5   | CG              | 1               | -1              | -                  | -                  | -                  | -           | -           | -           | 18     | -24    |
| 2014-2015                | Monaco 1860              | 2.BL                     | 20         | -29        | CG              | 2               | -6              | -                  | -                  | -                  | -           | -           | -           | 22     | -35    |
| 2015-2016                | Monaco 1860              | 2.BL                     | 15         | -19        | CG              | 3               | -3              | -                  | -                  | -                  | -           | -           | -           | 18     | -22    |
| 2016-2017                | Monaco 1860              | 2.BL                     | 21+2       | -26 + -3   | CG              | 1               | -2              | -                  | -                  | -                  | -           | -           | -           | 24     | -31    |
| Totale Monaco 1860       | Totale Monaco 1860       | Totale Monaco 1860       | 56+2       | -74 + -3   |                 | 6               | -11             |                    | -                  | -                  |             | -           | -           | 64     | -88    |
| 2017-2018                | Arminia Bielefeld        | 2.BL                     | 34         | -47        | CG              | 1               | -3              | -                  | -                  | -                  | -           | -           | -           | 35     | -50    |
| 2018-2019                | Arminia Bielefeld        | 2.BL                     | 31         | -46        | CG              | 0               | 0               | -                  | -                  | -                  | -           | -           | -           | 31     | -46    |
| 2019-2020                | Arminia Bielefeld        | 2.BL                     | 34         | -30        | CG              | 2               | -3              | -                  | -                  | -                  | -           | -           | -           | 36     | -33    |
| 2020-2021                | Arminia Bielefeld        | BL                       | 34         | -52        | CG              | 1               | -1              | -                  | -                  | -                  | -           | -           | -           | 35     | -53    |
| 2021-2022                | Arminia Bielefeld        | BL                       | 33         | -53        | CG              | 2               | -6              | -                  | -                  | -                  | -           | -           | -           | 35     | -53    |
| Totale Arminia Bielefeld | Totale Arminia Bielefeld | Totale Arminia Bielefeld | 202+2      | -275 + -5  |                 | 7               | -14             |                    | -                  | -                  |             | -           | -           | 211    | -294   |
| 2022-2023                | Manchester City          | PL                       | 3          | -1         | FACup+CdL       | 6+3             | -1+ -2          | UCL                | 2                  | -1                 | CS          | 0           | 0           | 14     | -5     |
| 2023-2024                | Manchester City          | PL                       | 9          | -7         | FACup+CdL       | 6+1             | -4 + -1         | UCL                | 3                  | -7                 | CS+SU+Cmc   | 1+0+0       | -1+0+0      | 20     | -20    |
| 2024-2025                | Manchester City          | PL                       | 13         | -18        | FACup+CdL       | 4+2             | -3 + -3         | UCL                | 2                  | 0                  | CS+Cmc      | 0+1         | 0+0         | 22     | -24    |
| Totale Manchester City   | Totale Manchester City   | Totale Manchester City   | 25         | -26        |                 | 22              | -14             |                    | 7                  | -8                 |             | 2           | -1          | 56     | -49    |
| Totale carriera          | Totale carriera          | Totale carriera          | 293        | -395       |                 | 35              | -39             |                    | 7                  | -8                 |             | 2           | -1          | 337    | -443   |

## Palmarès

### Club

#### Competizioni nazionali
- Campionato tedesco di seconda divisione: 1

Arminia Bielefeld: 2019-2020
- Campionato inglese: 2

Manchester City: 2022-2023, 2023-2024
- Coppa d'Inghilterra: 1

Manchester City: 2022-2023
- Community Shield: 1

Manchester City: 2024

#### Competizioni internazionali
- UEFA Champions League: 1

Manchester City: 2022-2023
- Supercoppa UEFA: 1

Manchester City: 2023
- Coppa del mondo per club: 1

Manchester City: 2023